# Gerrit Bouwhuis
Gerrit Hendrik Bouwhuis (ur. 27 maja 1888 w Ommen, zm. 23 marca 1957 w Arnhem) – holenderski strzelec, olimpijczyk.
Uczestnik Letnich Igrzysk Olimpijskich 1924. Zajął 16. pozycję w karabinie dowolnym drużynowo, uzyskując 3. wynik w zespole holenderskim.

## Wyniki

### Igrzyska olimpijskie
| Igrzyska   | Konkurencja                | Wynik                           | Miejsce | Źródło |
| ---------- | -------------------------- | ------------------------------- | ------- | ------ |
| Paryż 1924 | Karabin dowolny, drużynowo | 458 pkt. (druż.) 90 pkt. (ind.) | 16      | [ 1 ]  |